# Сайо Масуда
Сайо Масуда (на японски: 増田 小夜, на английски: Sayo Masuda) е японска гейша, авторка на автобиографичната книга „Госпожица Малък жерав“.

## Биография и творчество
Сайо Масуда е родена на 16 август 1925 г. в Шиоджири, Нагано, Япония. Родена е като извънбрачно дете в бедно семейство и бързо е изпратена да живее при чичо си. На шестгодишна възраст той я изпраща да работи като бавачка и камериерка. Междувременно майката ѝ се омъжва повторно, но той заболява и семейството не може да осигури четирите ѝ деца. Поради това майка ѝ я продава на 12-годишна възраст на окия – къща за гейши за квивалент на 120 килограма ориз. В продължение на четири години Масуда работи и се обучава в къщата на гейшите в курорт с горещи извори в Япония. Тъй като е малка, слаба и често стои на един крак в студено време, получава прякора „Малък жерав“. Сприятелява се с друга гейща, Карута, с която става приятелка за цял живот. На шестнадесетгодишна възраст девствеността ѝ е продадена от собственичката на къщата на търг на най-високата цена. За да изкара колкото се може повече пари от момичето, госпожата на къщата след това го продава на търг още няколко пъти. По-късно тя беше откупена от къщата от мъж, който я държи като любовница. Тя успява да избяга от къщата на гейшите в средата на 1940-те, но животът ѝ става по-труден.
Отива при чичо си си и полубрат си и работи за кратко в дъскорезница. Тя и брат ѝ се преместват в Чиба, където работи в ресторант, и като провачка на вестници и на сапун. Пруз 1952 г. брат ѝ се разболява от чревна туберкулоза и се нуждае от скъпо лечение. За да печели повече пари, и да плаща за лекарствата, Масуда се връща към проституцията. Когато брат ѝ разбира, той се самоубива, за да не ѝ се наложи да продължи в този начин на живот. След това тя се връща в Шиоджири, където става държанка на богат градски съветник. По това време се научава да пише на хирагана и си води дневник. По настояване на съпругата му връзкана им се разпада и тя се премества в Тойошина, Нагано, при приятелката си Карута, която е открила там ресторант. Започва да пие и се разболява от жълтеница. Прави опит да се самоубие, но е спасена, след което променя начина си на живот.
В следващите години тя работи като сервитьорка и открива любов към децата, като често разказва истории на групи деца в града. После отива да работи за засаждане на оризовите полета на една ферма. Когато оризът е засаден, е наета от собствениците да се грижи за децата им. По това време през 1956 – 1957 г. пише на хирагана собствената си история като гейша – в отговор на конкурс за списание, който предлага голяма парична награда за истински истории от жени. Историята ѝ печели второ място и издателство ѝ съдейства да я превърне в автобиографичната книга „Госпожица Малък жерав“ (с оригинално наименование „Гейша, половин живот на болка и борба“), която е издадена през 1957 г. Книгата е преведена и публикувана през 2003 г. в САЩ, като става бестселър и я прави известна.
След като работи като детегледачка в продължение на няколко години, Масуда отваря ресторант и го управлява няколко десетилетия. На 8 юни 2008 г. тя разбира, че има рак на черния дроб. Заболяването е характерно за гейшите, които от ранната си възраст са длъжни да участват в забавленията на клиентите, включително в ритуалите по пиене на саке.
Сайо Масуда умира от рак на черния дроб на 26 юни 2008 г. в Нагано.

## Произведения
- 芸者、苦闘の半生涯, Geisha, kutō no hanshōgai (1957)[1][2]
Госпожица Малък жерав, изд.: ИК „Прозорец“, София (2004), прев. Силвия Вълкова